# Tyttebær
Tyttebær (Vaccinium vitis-idaea) er en 5-25 cm høj dværgbusk, der i Danmark f.eks. vokser i birkeskove på mager bund. Tyttebær kan kendes på sine skinnende røde bær og på de mørke pletter (kirtler) på bladenes underside. Bærrene indeholder så meget benzoesyre, at de kan holde sig friske langt hen på vinteren (se frugten tyttebær).

## Beskrivelse
Tyttebær er en stedsegrøn dværgbusk med dels underjordiske, krybende og dels overjordiske, oprette skud. Vækstformen er pudeagtig eller tæppedannende. Barken er først lysegrøn og glat, men senere bliver den brun og stribet. Knopperne er spredte og lysegrønne.
Bladene er omvendt ægformede og helrandede med lidt indrullet rand. Oversiden er blank og mørkegrøn, mens undersiden er mat og lysegrøn. I vinterperioden tones de ældste blade rødligt. Blomsterne sidder ved midsommer i små, overhængende klaser ved skudspidserne. De er klokkeformede og hvide eller rosa. Frugterne er koralrøde bær. Frøene modner godt og spirer villigt på rå og mager, sur jord.
Rodnettet består dels af vandrette udløbere med lodrette, bladbærende skud, og dels af lange, tynde rødder med mange fine siderødder. Planten er afhængig af samliv med én eller flere svampearter (mycorrhiza).
Højde x bredde og årlig tilvækst: 0,15 × 0,50 m (1 × 3 cm/år), heri ikke medregnet udløberne.

## Voksested
Tyttebær foretrækker nogen skygge og forholdsvis tør, sur jord.
I Danmark er den almindelig i Vest- og Nordjylland på mager bund i nåle- og birkeskove og på heder, mens den er sjælden i resten af landet.
I Rødland Hede under Fosdal Plantage vokser den sammen med bl.a. benbræk, blåbær, blåtop, ene, fjerbregne, guldblomme, almindelig månerude, revling, almindelig røn, bævreasp, dunbirk, engelsk visse, hedelyng, katteskæg, klokkelyng, kragefod, krybende pil, mosebølle, mosepors, smalbladet mangeløv, stilkeg, tormentil, tuekæruld og øret pil
.

## Anvendelse
Planten har været kendt i tusindvis af år, men dyrkes sjældent. Da man i sin tid åbnede Egtvedpigens grav (fra bronzealderen) fandt man rester af tyttebærvin i graven. Busken er meget anvendelig overalt i haver, hvor man ønsker jorden dækket med et stedsegrønt, blomstrende og bærbærende dække. På tørre, sure jorde er der ikke mange andre planter, der kan dække jorden så effektivt.
Frugterne af denne dværgbusk kaldes tyttebær. Bærrene er små (5-10 millimeter) og skinnende røde. Smagen er lidt bitter, og bærrene egner sig bedst til syltning, hvilket de er fremragende til. Det høje indhold af benzoesyre gør bærrene meget holdbare.

## Næringsværdi
Tyttebær indeholder mange organiske syrer, C-vitamin , A-vitamin (som betacaroten), B-vitaminer (B1, B2, B3), og grundstofferne kalium, calcium, magnesium, og fosfor. Derudover indeholder tyttebær også phytokemikalier som menes at kunne modvirke urinvejsinfektioner, og frøene er rige på omega-3-fedtsyrer.
Bærrene har haft en stor andel i at holde folk sunde i Sverige gennem de lange vintre, hvor friske grønsager ikke var tilgængelige. En grov grød med fed, salt flæsk og syltede tyttebær var et klassisk måltid om vinteren, og en stor krukke med bærrene, syltet med sukker kunne findes i ethvert viktualierum. På grund af deres høje indhold af benzoesyre, er det muligt at få dem til at holde sig, uden at koge dem.

## Underarter
Arktisk tyttebær (Vaccinium vitis-idaea ssp. minus) er en underart af tyttebær, der er vildtvoksende i det arktiske Nordamerika og på Grønland. Det er en indtil 15 cm høj busk med syrlige, røde, spiselige bær. Den kan dyrkes i surbundsjord i haven på et ikke for vådt plantested. Underarten er fuldt hårdfør i normale danske vintre.
| Portal | Portal:Botanik |

## Note
1. ↑  Skov- og Naturstyrelsen: Fosdal Plantage